# نيكولا إولو
نيكولا إولو (بالفرنسية: Nicolas Hulot)، من مواليد 30 نيسان / أبريل 1955 في مدينة ليل في شمال فرنسا، هو مراسل صحيفي، ومقدم ومنتج برامج تلفزيونية، وهو أيضاً كاتب وسياسي فرنسي، وزير الدولة، وزير التضامن والبيئة الانتقالية في حكومة إدوار فيليب منذ 17 أيار / مايو 2017.
وفي عام 1990، أنشأ مؤسسة أوشوايا، التي أصبحت مؤسسة نيكولا إولو للطبيعة والإنسان.
وبعد النظر في ترشيحه للانتخابات الرئاسية في عام 2007، وانسحب في كانون الأول 2007، بعد توقيع الاتفاق البيئي من قبل معظم المرشحين الرئيسيين. مرشح الانتخابات التمهيدية الرئاسية عالم البيئة في عام 2011 للانتخابات الرئاسية الفرنسية 2012، وهزم من قبل إيفا جولي.
تم تعيينه وزير الدولة، وزير البيئة (الانتقال نحو الايكولوجيا) والتضامن في حكومة إدوارد فيليب، 17 أيار/ مايو 2017.

## حياته
تتمتع بشهرة بفضل برنامجه التلفزيوني أوشوايا، أخذ على عاتقه حماية البيئة و رفع مستوى الوعي العام حول القضايا البيئية.

## بعد الانتخابات الرئاسية الفرنسية 2017
بعد الانتخابات الرئاسية الفرنسية 2017 في 17 أيار / مايو 2017 عُين وزير الدولة ـ وزير البيئة والتضامن في حكومة إدوار فيليب ، في عهد الرئيس إيمانويل ماكرون.

## روابط خارجية
- نيكولا إولو على موقع IMDb (الإنجليزية)
- نيكولا إولو على موقع مونزينجر (الألمانية)
- نيكولا إولو على موقع ألو سيني (الفرنسية)
- نيكولا إولو على موقع قاعدة بيانات الفيلم (الإنجليزية)